# Gordini T32
Gordini T32 – samochód Formuły 1 produkcji Gordini, zaprojektowany przez Amedée Gordiniego. Ostatni samochód Gordini w Formule 1.

## Historia
W sezonie 1954 Mercedes-Benz odnosił w Formule 1 sukcesy modelem Mercedes-Benz W196. Samochód ten był napędzany przez silnik R8. Zainspirowany tym Gordini zdecydował się na zastosowanie podobnego silnika w nowym modelu T32. Wyprodukowano tylko dwa egzemplarze. Samochód okazał się zbyt duży i ciężki i nie był konkurencyjny.
W sumie w latach 1955–1956 model 32 wziął udział w siedmiu Grand Prix Formuły 1. Jego ostatnim wyścigiem było niewliczane do mistrzostw Grand Prix Pau 1957. Był to ostatni samochód Formuły 1 z silnikiem R8.

## Wyniki w Formule 1
| Sezon | Zespół         | Silnik  | Kierowcy                | Wyniki w poszczególnych eliminacjach | Wyniki w poszczególnych eliminacjach | Wyniki w poszczególnych eliminacjach | Wyniki w poszczególnych eliminacjach | Wyniki w poszczególnych eliminacjach | Wyniki w poszczególnych eliminacjach | Wyniki w poszczególnych eliminacjach | Wyniki w poszczególnych eliminacjach | Wyniki kierowców | Wyniki kierowców | Wyniki konstruktora | Wyniki konstruktora |
| 1955  |                |         |                         | Argentyna                            | Monako                               | Stany Zjednoczone                    | Belgia                               | Holandia                             | Wielka Brytania                      | Włochy                               |                                      | Pkt.             | Msc.             | Pkt.                | Msc.                |
| ----- | -------------- | ------- | ----------------------- | ------------------------------------ | ------------------------------------ | ------------------------------------ | ------------------------------------ | ------------------------------------ | ------------------------------------ | ------------------------------------ | ------------------------------------ | ---------------- | ---------------- | ------------------- | ------------------- |
| 1955  | Equipe Gordini | Gordini | Jean Lucas              | -                                    | -                                    | -                                    | -                                    | -                                    | -                                    | NU                                   |                                      | 0                | NS               | –                   | –                   |
| 1956  |                |         |                         | Argentyna                            | Monako                               | Stany Zjednoczone                    | Belgia                               | Francja                              | Wielka Brytania                      | Niemcy                               | Włochy                               | Pkt.             | Msc.             | Pkt.                | Msc.                |
| 1956  | Equipe Gordini | Gordini | Élie Bayol              | -                                    | 6*                                   | -                                    | -                                    | -                                    | -                                    | -                                    | -                                    | 0                | 29               | –                   | –                   |
| 1956  | Equipe Gordini | Gordini | André Pilette           | -                                    | 6*                                   | -                                    | -                                    | -                                    | -                                    | NU*                                  | -                                    | 0                | 28               | –                   | –                   |
| 1956  | Equipe Gordini | Gordini | Robert Manzon           | -                                    | -                                    | -                                    | -                                    | 9                                    | 9                                    | NU                                   | NU                                   | 0                | 37               | –                   | –                   |
| 1956  | Equipe Gordini | Gordini | Hernando da Silva Ramos | -                                    | -                                    | -                                    | -                                    | 8                                    | NU                                   | -                                    | NU                                   | 0 (2)            | 21               | –                   | –                   |
| 1956  | Equipe Gordini | Gordini | André Milhoux           | -                                    | -                                    | -                                    | -                                    | -                                    | -                                    | NU*                                  | -                                    | 0                | NS               | –                   | –                   |

* – samochód dzielony